# Bende Adrienn
Bende Adrienn (Budapest, 1985. június 25. –) a Miss Universe Hungary szépségverseny 2006. évi magyar győztese.

## Életpályája
A Gervay Mihály Bank- és Postaforgalmi Szakközépiskolában érettségizett., majd a Kodolányi János Főiskola hallgatója lett.[forrás?]
A 2006. július 23-án Los Angelesben tartott Miss Universe 2006 szépségversenyen bekerült a 86 versenyző közül kiválasztott legszebb 20 lány közé. Ez először fordult elő azóta, amióta részt vesz magyar versenyző a világszépe-választáson.

## Videók
- Bende Adrienn a Miss Universe 2006 versenyen, TOP 20 kihirdetése. YouTube